# HD 269810
نجم إتش دي  في علم الفلك (تسمية فهرس هنري درابرHD 269810 أو HDE 269810 في ملحق فهرس هنري درابر-أو RMC 122) هو نجم عملاق أزرق في مجرة ماجلان الكبرى وهو أحد أكبر النجوم المعروفة كتلة وترتيبه حاليا الثالث طبقا لقائمة أكبر النجوم كتلة . تبلغ كتلته نحو 150 كتلة شمسية ويبعد عنا نحو 170.000 سنة ضوئية ويرى في كوكبة أبي سيف.

## خصائصه
- مطلع مستقيم =05سا 35د 13.9ث
- ميل=−67° 33′ 27.5″
- كتلته=150 كتلة شمسية
- نصف القطر=18.5 نصف قطر شمسي
- قدر ظاهري=12.283
- تصنيف نجمي=0B
- نجم متغير=لا
- قدر مطلق=−6.3
- بعده عنا : 170,000 سنة ضوئية
- ضياؤه=2.2 مليون ضياء شمسي
- درجة حرارة سطحه =?
- معدنيته=?
- دورانه حول نفسه =?
- عمره =?
- يوجد في كوكبة أبو سيف

## وصلات خارجية
- Big and Giant Stars: HDE 269810
- Heaviest Known Star Observed from Space
- Type O2 Stars, tables
- Cosmological Calibrators in the Magellanic Clouds and Stars in the Solar Neighborhood